# حديقة الملذات الأرضية (رواية)
حديقة الملذات الأرضية (بالإنجليزية: A Garden of Earthly Delights)‏ هي رواية للكاتبة الأمريكية جويس كارول أوتس، نشرت عام 1967، عن دار نشر فانغراد بريس.

## روابط خارجية
- حديقة الملذات الأرضية على موقع الموسوعة البريطانية (الإنجليزية)